# جزیره اندربوری
جزیره اندربوری (انگلیسی: Enderbury Island) یک جزیره در کیریباتی است که در اقیانوس آرام واقع شده‌است.

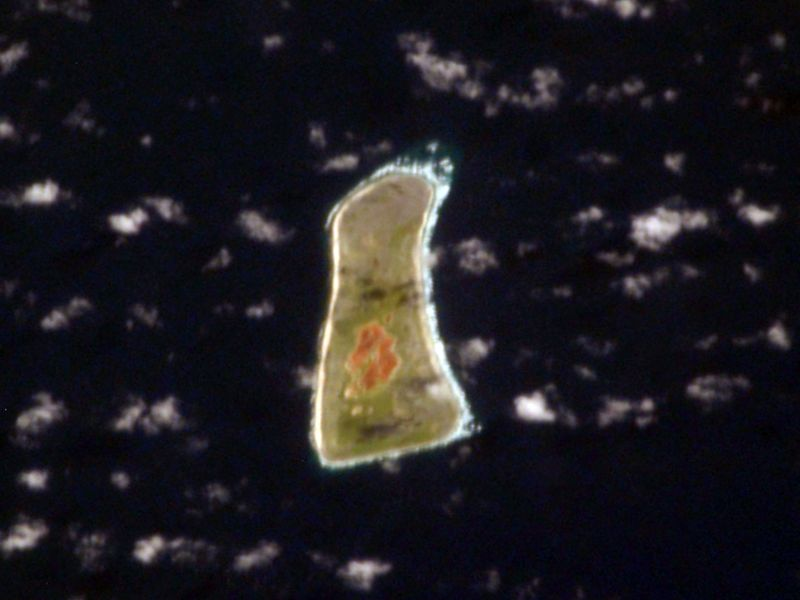
جزیره اندربوری